# Logarithme décimal

Représentation graphique du logarithme décimal dans un repère orthogonal.

Le logarithme décimal ou log10 ou simplement log (parfois appelé logarithme vulgaire) est le logarithme de base dix. Il est défini pour tout réel strictement positif x.
Le logarithme décimal est la fonction continue qui transforme un produit en somme et qui vaut 1 en 10.
Le logarithme décimal est la fonction réciproque de la fonction {\displaystyle f(x)=10^{x}} :
pour {\displaystyle x>0}, si {\displaystyle y=\log _{10}(x)} alors {\displaystyle x=10^{y}}.
La norme ISO/CEI 80000-2 indique que log10 devrait être noté lg, mais cette notation est rarement utilisée.

## Histoire
Les logarithmes décimaux sont parfois appelés logarithmes de Briggs. Henry Briggs, mathématicien britannique du XVIIe siècle, est l'auteur de tables de logarithmes décimaux publiées à Londres en 1624, dans un traité intitulé Arithmetica Logarithmetica.
Avant 1970, les calculatrices électroniques n'étaient pas encore d'un usage très répandu, et elles étaient assez volumineuses. Pour effectuer des produits ou des quotients, on utilisait encore des tables de logarithmes de base dix ou des règles à calcul, et les calculs étaient effectués « à la main » sur papier.
Les logarithmes de base dix ou logarithmes décimaux étaient appelés logarithmes vulgaires, par opposition aux logarithmes de base e, dits logarithmes naturels, népériens ou hyperboliques.
Dans An Introduction to the Theory of Numbers, Godfrey Harold Hardy écrit une note :
« log x is, of course, the 'Napierian' logarithm of x, to base e. 'Common' logarithms have no mathematical interest. »
« log x est, bien sûr, le logarithme « néperien » de x, de base e. Les logarithmes « vulgaires » n'ont pas d'intérêt mathématique. »

## Mantisse et caractéristique
Les logarithmes des puissances entières de 10 se calculent aisément en utilisant la règle de conversion d'un produit en somme :
{\displaystyle \log(10)=1}

{\displaystyle \log(100)=\log(10\times 10)=\log(10)+\log(10)=2}

{\displaystyle \log(1\,000)=3}

{\displaystyle \log(10^{n})=n}

{\displaystyle \log(0{,}1)=\log \left({\frac {1}{10}}\right)=-\log(10)=-1}

{\displaystyle \log(0{,}01)=-2}

{\displaystyle \log(0{,}001)=-3}.
Les propriétés arithmétiques des logarithmes permettent de déduire la valeur de tout logarithme pourvu que soient connus les logarithmes de tous les nombres compris entre 1 et 10 (exclu). En effet, tout nombre x peut s'écrire sous la forme a × 10n où a est un nombre compris entre 1 et 10 (exclu). Cette écriture s'appelle la notation scientifique de x × 10n représente alors l'ordre de grandeur du nombre x. Par exemple
{\displaystyle 120=1{,}2\times 10^{2}} et {\displaystyle 0{,}00314=3{,}14\times 10^{-3}}.
Le passage au logarithme décimal va alors mettre en évidence les deux éléments de l'écriture scientifique du nombre
{\displaystyle \log(120)=\log(1{,}2)+\log(10^{2})=\log(1{,}2)+2}

{\displaystyle \log(0{,}00314)=\log(3{,}14)+\log(10^{-3})=\log(3{,}14)-3}

{\displaystyle \log(x)=\log(a\times 10^{n})=n+\log(a)}.
Puisque la fonction log est croissante, pour tout réel a compris entre 1 et 10 (exclu), log(a) est compris entre 0 et 1. L'entier relatif n est donc la partie entière de log(x) et log(a) la partie décimale à ajouter à n pour obtenir log(x).
La partie entière de log(x) est appelée caractéristique du log.
La partie décimale à rajouter à la partie entière s'appelle mantisse.
On fera attention à l'écriture du logarithme des nombres plus petits que 1 :
{\displaystyle \log(0{,}00314)=-3+\log(3{,}14)\approx -3+0{,}497}

{\displaystyle \log(0{,}00314)\approx -2{,}503.}
La deuxième écriture, qui semble plus naturelle, ne permet pas de retrouver rapidement la caractéristique (−3) et la mantisse (0,497). On préfère alors utiliser la première écriture que l'on note souvent
{\displaystyle \log(0{,}00314)\approx {\overline {3}}{,}497}.
La lecture du logarithme d'un nombre permet alors aisément de déterminer son ordre de grandeur :
si {\displaystyle \log(x)=5{,}3.}
Sa caractéristique est 5 donc x est de la forme a × 105. Sa mantisse est 0,3 qui est proche de log(2). x est donc proche de 2 × 105.

## Usage
Le développement des calculatrices de poche a fait perdre aux logarithmes leur principal intérêt de simplification des calculs. Ils restent cependant très présents en physique quand il s'agit d'appréhender des quantités pouvant varier de 10−10 à 1010. C'est ainsi qu'on les retrouve dans le calcul des pH (potentiel hydrogène), des décibels, …

### Calculer avec une table de logarithmes
L'idée directrice est de remplacer, pour l'utilisateur, les multiplications par des additions, les divisions par des soustractions, les puissances par des produits, les racines n-ièmes par des divisions par n.
En supposant que {\displaystyle x=435{,}728} et {\displaystyle y=1{,}6275} comment effectuer, sans calculatrice, le produit {\displaystyle x\;y} ?
On calcule {\displaystyle \log(x)}

{\displaystyle x=4{,}35728\times 10^{2}} donc la caractéristique est 2, la mantisse se lit dans une table de logarithme : 0,6392

{\displaystyle \log(x)=2{,}6392}
On calcule log(y), caractéristique 0, mantisse 0,2115

{\displaystyle \log(y)=0,2115}.
Il suffit de calculer {\displaystyle \log(x\;y)=\log(x)+\log(y)=2{,}8507}, d'isoler la caractéristique 2 et la mantisse 0,8507 qui par lecture inverse dans la table de log donne 7,091.
Le produit {\displaystyle x\;y} est donc environ {\displaystyle 7{,}091\times 10^{2}=709{,}1}.
En prenant toujours ces deux nombres, on peut tout aussi facilement calculer une valeur approchée de la racine cubique de leur quotient
{\displaystyle \log \left({\sqrt[{3}]{\frac {x}{y}}}\right)={\frac {1}{3}}{\Big (}\log(x)-\log(y){\Big )}={\frac {2{,}6392-0{,}2115}{3}}={\frac {2{,}4277}{3}}=0{,}8092}.
La caractéristique est donc nulle, la mantisse est 0,8092 qui, par lecture inverse, donne 6,445.
{\displaystyle {\sqrt[{3}]{\frac {x}{y}}}} est donc environ égal à 6,445.

### La règle à calcul
Le principe de la règle à calcul est analogue à celui précédemment décrit. La précision sera seulement moindre.
Sur la règle à calcul sont placés les logarithmes des nombres de 1 à 10.
Pour effectuer le produit de x y = 436 × 1,63, on effectue, grâce à la règle à calcul, le produit 4,36 × 1,63 en ajoutant les longueurs correspondant à log(4,36) et log(1,63), on obtient environ 7,1.
Le produit de x y est donc environ 7,1 × 102.

### Les échelles logarithmiques
Elles sont utilisées pour représenter des phénomènes pouvant varier par exemple de {\displaystyle 10^{-10}} à {\displaystyle 10^{10}}. Elles permettent d'amplifier les variations des valeurs proches de 0 et de rendre moins importantes les variations pour les grands nombres, en mettant en évidence plutôt les variations relatives.
L'utilisation des échelles logarithmiques est détaillée dans les articles Échelle logarithmique, Repère semi-logarithmique et Repère log-log.

### Le pH
Le pH d'une solution donne le cologarithme de sa concentration en ions oxonium : {\displaystyle \mathrm {pH} =-\log {\big [}\mathrm {H} _{3}\mathrm {O} ^{+}{\big ]}}.
Le pH de l'eau pure est de 7, ce qui signifie qu'il y a {\displaystyle 10^{-7}} mole de {\displaystyle \mathrm {H_{3}} \mathrm {O} ^{+}} dans un litre d'eau.
Le pH du jus de citron est de 2,4, ce qui signifie qu'il y a {\displaystyle 10^{-2,4}=4\cdot 10^{-3}} mole de {\displaystyle \mathrm {H_{3}} \mathrm {O} ^{+}} dans un litre de jus de citron.
On remarque qu'un pH faible correspond à une concentration élevée de {\displaystyle \mathrm {H} _{3}\mathrm {O} ^{+}} donc à un milieu acide.

### Les décibels
En acoustique, une différence d'un décibel (dB) entre deux puissances signifie que le logarithme du rapport entre ces deux puissances est de 0,1 (un dixième de bel). Sachant qu'un logarithme de 0,1 correspond à un nombre égal à 1,26, une augmentation de 1 dB correspond à une multiplication de la puissance par 1,26. Une multiplication de la puissance sonore par 2 correspond à une augmentation de 3 dB car {\displaystyle 10^{0,3}\approx 2}.
Mathématiquement :
soit β le niveau sonore : β = I(dB) = 10 log(I/Ii) où I est l'intensité sonore et Ii l'intensité de référence.
La variation Δβ sera donc égale au logarithme décimal du rapport des intensités I1 et I2 (Δβ = 10 log(I1/I2)), et ceci grâce à la propriété des logarithmes décimaux : log(a)−log(b) = log(a/b).